# Prontuario dei nomi locali dell’Alto Adige
Das Prontuario dei nomi locali dell’Alto Adige, auf Deutsch etwa „Nachschlagewerk der Ortsnamen Oberetschs (Südtirols)“, ist eine Liste von italienisierten Ortsnamen Südtirols, die 1916 von der Reale Società Geografica Italiana veröffentlicht wurde. Dieses meist nur kurz Prontuario genannte Verzeichnis wurde zu einem wichtigen Italianisierungswerkzeug der faschistischen Politik. Auch wenn es im Jahr 2010 außer Kraft gesetzt wurde, bildet es bis heute die Grundlage der amtlichen Orts- und Flurnamen in Südtirol. Die deutschsprachige Bevölkerung bemängelt, dass nicht historisch gewachsene, sondern vielfach neu übersetzte und frei erfundene Namen aufgenommen wurden.

## Entstehungsgeschichte
Bereits in den 1890er Jahren begann Ettore Tolomei damit, die deutschen und ladinischen Südtiroler Ortsnamen ins Italienische zu übersetzen, um den Anspruch Italiens auf Südtirol zu untermauern. 1916, ein Jahr nach Eintritt Italiens in den Ersten Weltkrieg, wurde auf Betreiben Tolomeis eine Kommission zur Übersetzung der Ortsnamen des „zu erobernden Gebietes“ eingesetzt. Innerhalb von 40 Tagen übersetzte diese Kommission – bestehend aus Tolomei selbst, dem Botanik- und Chemieprofessor Ettore De Togni sowie dem Bibliothekar Vittorio Baroncelli – etwa 12.000 Orts- und Flurnamen auf der Basis von Tolomeis oberflächlichen Studien. Im Juni 1916 wurde diese Liste als Band XV, Teil II der Memorie der Reale Società Geografica Italiana sowie in dem von Tolomei gegründeten Jahrbuch Archivio per l’Alto Adige, con Ampezzo e Livinallongo veröffentlicht. Am 29. März 1923, vier Jahre nach der Eingliederung Südtirols, wurde durch ein königliches Dekret auf voraufgehenden Beschluss des Faschistischen Großrats die Italianisierung der Ortsnamen verfügt, deren Grundlage das Prontuario bildete. 1940 schließlich wurde es durch Ministerialdekret Benito Mussolinis zum offiziellen Namenbuch Südtirols. Die ursprünglichen Orts- und Flurnamen wurden erst nach Ende des Zweiten Weltkriegs wieder eingeführt, haben jedoch bis heute nicht denselben rechtlichen Status wie die italienischen Übersetzungen, auch wenn sie auf Ortstafeln überwiegend deutschsprachiger Orte heute zuerst genannt werden.

## Abschaffung
Mit Dekret des Präsidenten der Republik Nr. 48 vom 13. Dezember 2010, Anhang 93 wurde das Ministerialdekret von 1940 und somit auch das Prontuario außer Kraft gesetzt.

## Vorgangsweise bei der Übersetzung
Zur Übersetzung der Ortsnamen benutzte Tolomei mehrere Methoden, wie er in seiner Einleitung zum Prontuario dargelegt hat:
1. Verwendung bereits vorhandener italienischer Ortsnamen: z. B. (Bozen–Bolzano, Meran–Merano)
2. Verwendung von Namen alter Römersiedlungen: z. B. Vipiteno für Sterzing aufgrund der Römersiedlung Vipitenum (obwohl das Exonym Sterzen bereits existierte)
3. Phonetische Reduktion: Der Name wurde (meist durch eine andere Endung) italianisiert, z. B. Brennero für Brenner oder Moso für Moos
4. Wörtliche Übersetzung: z. B. Lago Verde für Grünsee; dabei kam es zu Fehlern, so wurde Linsberg mit Monte Luigi, also Luisberg übersetzt
5. Verwendung des Kirchenpatrons als Namen: z. B. San Candido für Innichen
6. Geographische Beschreibung: z. B. Colle Isarco (Hügel am Eisack) für Gossensaß